# オンラインストライカー
オンラインストライカー (ONLINE STRIKER) は、株式会社ディンゴが開発していたオンラインゲーム。22人による同時プレイが可能なサッカーゲームとして2002年6月14日にα版サービスを開始。スクウェア・エニックスが製品化を公表していたものの、2003年8月18日をもって運営を終了した。

## 歴史
- 2002年6月5日 4Gamer.net[1]やGAME Watch[2]等のウェブサイトにおいてサービス開始の予告を紹介[3]
- 2002年6月10日 4Gamer.netとGAME Watchにおいてデモムービーを公開[3]
- 2002年6月11日 同日発売の『週刊アスキー』に記事掲載[3]
- 2002年6月14日 4Gamer.netとGAME Watchにゲームファイルがアップロードされα版サービスを開始[3][4]、また同日発売の『ドリマガ』に記事掲載[3]
- 2002年6月20日 nesta渋谷店において店内LAN対戦サービスを開始[5]
- 2002年6月20日 Version α2公開[6]
- 2002年6月25日 同日発売の『ログイン』に記事掲載[3]
- 2002年6月27日 同日発売の『週刊アスキー』に記事掲載[3]
- 2002年7月8日 同日発売の『TECH Win』8月号および『Online Player』vol.9に記事掲載[3]
- 2002年7月9日 同日発売の『週刊ウルトラONE』94号に記事掲載[3]
- 2002年7月15日 Version α3公開[7]
- 2002年7月18日 同日発売の『4Gamer magazine Vol.03 Summer 2002』に記事掲載[3]
- 2002年8月3日 同日発売の『ゲーム批評』Vol.46に記事掲載[3]
- 2002年8月8日 同日発売の『TECH Win』9月号、『CD-ROM Fan』9月号、『Online Player』vol.10に記事掲載[3]
- 2002年8月9日 同日発売の『ファミ通NetGames』vol.2および『ネットランナー』9月号に記事掲載[3]
- 2002年8月18日 Version α4公開[8]
- 2002年8月22日 同日発売の『電撃王』10月号に記事掲載[3]
- 2002年8月29日 同日発売の『ASAHIパソコン』318号に記事掲載（後述）[3]
- 2002年9月18日 同日発売の『月刊I/O』10月号に記事掲載（後述）[9]
- 2002年10月1日 製品発売にむけたメーカーとの契約が成立したと発表[10]
- 2002年10月16日 Version α5公開[11]
- 2003年2月19日 同日放送の日本テレビの番組「Casa Sony」が本作を紹介[12]
- 2003年4月23日 スクウェア・エニックスが製品化を公表[13][14]
- 2003年4月24日 同日発売の『ログイン』6月号に記事掲載[15]
- 2003年4月25日 同日発売の『週刊ファミ通』に記事掲載[15]
- 2003年5月16日 4Gamer.netが「ロビー最新情報」を掲載[16]
- 2003年6月19日 ハードウェア障害によりINFOSTATIONサーバーが停止[15]
- 2003年8月18日 α版サービスの運営を終了[15]

## 評価
『月刊I/O』2002年10月号では「最大22人が同時に対戦できる画期的なサッカーゲーム」として紹介され、「広いフィールドを走り回るだけでも、サッカーの雰囲気を味わえる」と評されたが、「フィールドを広く見渡すことは難しく、パスひとつ出すのも苦労する」「ボールに人だかりができやすい」「他のゲームに比べて、PCのスペックが多少良くないとまともに遊べない」といった問題点も指摘された。
『ASAHIパソコン』318号の特集記事では、サッカーのルールを守ることついては「コンピューターに任せ」て「操作をシンプル化」したために、「純粋に『ボールを相手のゴールに入れる』という本来サッカーが持つ醍醐味を堪能できる」ゲームとして紹介され、「快適にプレーするにはCPUやビデオカードの高い能力が要求されるが、ブロードバンドルーター経由でも特に設定せずに支障なくプレーできるなど、ゲーム以外の面でも初心者への配慮を忘れていない」と評された。
しかし間口を広げたために、サービス開始前にはボールをプレーヤー全員が追いかけたり、ボールのある場所にプレーヤー全員が集中してしまったりするような状態に陥ってしまい、ゲームとして成立しないのではないかと危惧されていたという。実際にサービス開始当初はそのような事態も頻発していたが、5日ほど経過すると「組織的なサッカー」が自然に展開されるようになったとされる。その理由については、広いフィールドにおいてメンバー全員が同じ場所に集まると、誰にも守られていないスペースができて相手に攻められてしまうことから、それぞれのプレーヤーが守備範囲や役割を把握し始めるようになったためと分析されている。